# Draginja Vuksanović-Stanković
Draginja Vuksanović-Stanković (cirilica: Драгиња Вуксановић-Станковић), črnogorska pravnica, političarka in profesorica, * 7. april 1978, Bar.

## Življenjepis
Po lastnih navedbah je njena mati po poreklu Srbkinja iz Požege.
Osnovno šolo in gimnazijo je Draginja obiskovala v rojstnem Baru. Po zaključeni gimnaziji se je leta 1996 vpisala na pravno fakulteto v Podgorici, kjer je s povprečno oceno 10 diplomirala leta 2000. Na fakulteti se je zaposlila leta 2001. Leta 2005 je na isti fakulteti magistrirala, leta 2011 pa je tam opravila tudi doktorat. Septembra 2013 je postala docentka.

### Politična kariera
Od leta 2012 je poslanka v črnogorskem parlamentu. Na IX Kongresu Socialdemokratske stranke Črne Gore, je bila 29. junija 2019 izvoljena za predsednico stranke. Kot prva ženska je leta 2018 na predsedniških volitvah kandidirala za predsednico Črne Gore.